# Nikolaus Caroli
Nikolaus Caroli († 3. Oktober 1483 in Mainz) war ein Franziskaner.

## Leben und Wirken
Caroli trat als geweihter Priester in den Franziskanerorden ein. Aufgrund seines vorbildlichen Lebenswandels erhielt er kurz nach dem Noviziat einen Ruf als Guardian nach Heidelberg. Im Jahr 1426 setzte er dort, und später in anderen Konventen, die Observantenreform um. In der Provinz wurde er daher als Oberhaupt der Reform angesehen. Nach Beschlüssen des Konzils von Basel wirkte er von 1445 bis 1450 als Kustos und von 1450 bis 1455 als erster Provinzvikar der oberdeutschen Observantenfamilie. Darüber hinaus führte er die Observanz auch für die oberdeutschen Klarissen ein.